# Old Burger Weeshuis (Leeuwarden)
Het Old Burger Weeshuis is een voormalig weeshuis in de stad Leeuwarden in de Nederlandse provincie Friesland.

## Geschiedenis
Het Old Burger Weeshuis (OBW) begon aan het Raadhuisplein. In 1876 verhuisde het weeshuis naar het Zaailand en in 1946 werd een pand aan de Nieuwestad betrokken.

### Raadhuisplein
Het Leeuwarder Arme Weeshuys werd in 1534 gesticht door Auck Peters. Het weeshuis voor kinderen van stadsburgers bevond zich bij de Weerd, aan het huidige Raadhuisplein. Het pand werd herhaalde malen verbouwd. In 1795 werd het ontruimd en ingericht als kazerne. In 1808 kregen de voogden het pand in verwaarloosde toestand terug.
In 1676 werd voor de opvang van arme kinderen het Nieuwe Stadsweeshuis gebouwd en kreeg het bestaande weeshuis de naam Old Burger Weeshuis. Het pand werd in 1876 verkocht.

### Zaailand/ Zuiderstraat
In 1875 werd naar ontwerp van H.R. Stoett aan het Zaailand een nieuw weeshuis gebouwd. Het werd in mei 1876 betrokken. Het poortje van het oude weeshuis werd verplaatst naar de zijde van het nieuwe gebouw in de Zuiderstraat. In 1936 werd het poortje wegens bouwvalligheid in de hal van het gebouw geplaatst. 
Op  14 april 1945, een dag voor de bevrijding van Leeuwarden, staken de Duitse bezetters het S.D.-gebouw in brand. In 1947 werd het gebouw gesloopt.

### Nieuwestad
In 1946 werd het huis van jkvr A.A. van Eysinga, Nieuwestad 108, aangekocht.
Het OBW bleef tot 1982 kinderen verzorgen. Daarna ontwikkelde het zich tot een fonds dat subsidies verstrekt aan maatschappelijke en culterele initiatieven.